# Jack Kelsey
Alfred John "Jack" Kelsey (19 de novembre de 1929 - 18 de març de 1992) fou un futbolista gal·lès de la dècada de 1950.
Fou internacional amb la selecció de Gal·les amb la que participà en la Copa del Món de futbol de 1958. Pel que fa a clubs, defensà els colors de l'Arsenal durant tota la seva carrera professional.
El 2010 fou inclòs al Welsh Sports Hall of Fame.